# Péter Biros

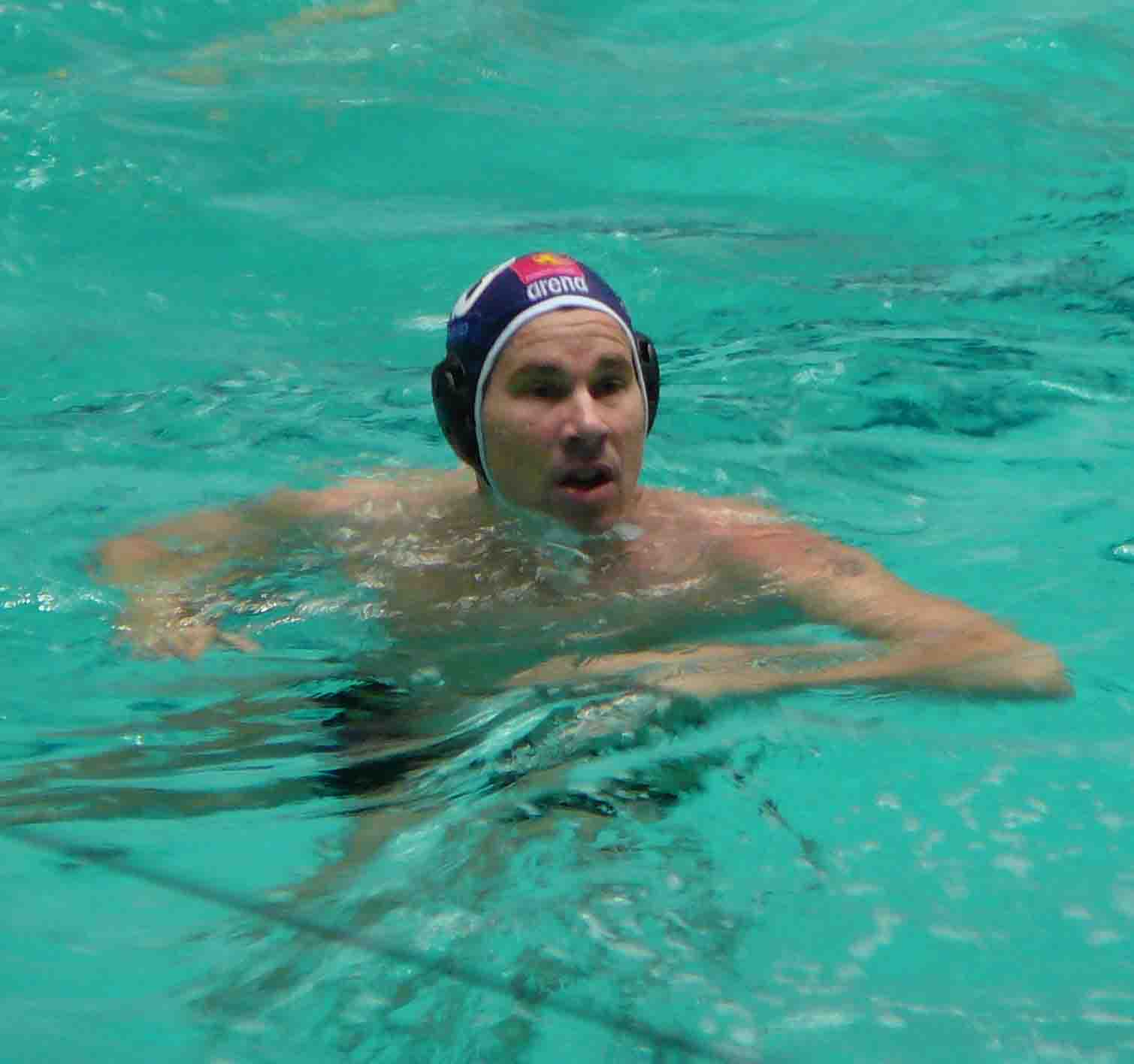
Peter Biros 2007 in Eger

Péter Biros (* 5. April 1976 in Miskolc) ist ein ehemaliger ungarischer Wasserballer. Er ist 1,94 m groß und sein Wettkampfgewicht betrug 94 kg.

## Leben
Péter Biros gehört zu der Generation ungarischer Wasserballer, die ab den 1990er Jahren an die großen Erfolge der 1950er Jahre anknüpfen konnte. Sein Debüt in der ungarischen Nationalmannschaft gab er 1997. 1999 war er Mitglied der Mannschaft, die Europameister wurde und seither gehört er als Außenspieler zur Stammformation.
Er wurde bei den Olympischen Spielen 2000 in Sydney Olympiasieger, 2001 und 2003 wurde er Dritter bei den Europameisterschaften und gewann 2003 den Weltmeistertitel. In Athen bei den Olympischen Spielen 2004 half er mit, die Goldmedaille von 2000 zu verteidigen. 2005 gewann er Silber bei den Weltmeisterschaften. Auch bei den Europameisterschaften 2006 und den Weltmeisterschaften 2007 wurde er mit dem Team Zweiter und erhielt jeweils Silber. Bei den Olympischen Spielen 2008 gewannen die Ungarn das Finale gegen die Mannschaft aus den Vereinigten Staaten. Für Biros war es der dritte Olympiasieg in Folge.
Im Verein begann er in Miskolc und spielte unter anderem für Eger und Rijeka. Mit Becsej wurde er 2001 jugoslawischer Meister. Seit 2001 war er bei BHSE Domino, mit diesem Verein wurde er 2002–2006 jedes Jahr Meister in der ungarischen Profiliga.
Péter Biros hat den Spitznamen Fácán, was dem deutschen Fasan entspricht.
2016 wurde er in die International Swimming Hall of Fame aufgenommen.